# 카라바조
미켈란젤로 메리시 다 카라바조(Michelangelo Merisi da Caravaggio [karaˈvadd͡ʒo][*])는 이탈리아의 화가로, 1571년 9월 29일 밀라노에서 태어나 1610년 7월 18일 포르토 에르콜레에서 사망했다.
카라바조의 강렬하고 참신한 작품은 그 자연주의적 특징으로써, 가끔은 거칠기도 한 사실주의로써, 그리고 테네브리즘(ténébrisme)까지 나아가는 명암(clair-obscur) 기법의 강한 사용으로써, 17세기 회화를 변혁했다. 카라바조는 당대에도 유명 인사로 알려져 있었으며, 카라바조주의(caravagisme) 등장에서 알 수 있듯이, 카라바조는 수많은 위대한 화가에게 영향을 끼쳤다.
카라바조는 1600년대 초반 폭발적인 성공을 거뒀다. 교양있는 후원자들 가운데서 작업하며, 카라바조는 화려한 주문을 수주받으며, 자신의 작품을 찾는 매우 높은 지위의 수집가들을 얻게 되었다. 그러나 곧이어 카라바조는 힘겨운 시기를 맞이하게 된다. 1606년, 교황령 재판소에서 여러 분쟁이 있고나서, 카라바조는 결투에서 상대가 죽을 정도로 부상을 입혔다. 이로 말미암아 카라바조는 로마를 떠나야만 했고, 나폴리에서, 몰타에서, 시칠리아에서 망명 생활로 여생을 보냈다. 카라바조는 38세 나이로 사망한 1610년까지, 그 그림 가운데 일부는 이러한 실수를 만회하고자 되팔리곤 했다. 그렇지만, 최근 역사 연구에서는 17세기 사료로 말미암아 오랫동안 퍼진, 더는 신뢰하기 어려운, 부정적으로 표현되는 카라바조라는 인물상을 문제삼고 있기에, 그 품행에 관한 전기상 몇몇 요소는 오늘날 재검토되고 있다.
비평가들 사이에서 잊힌 긴 시기 이후, 카라바조의 천재성이 그의 평판과 독립적으로 제대로 재평가받은 것은 20세기 초가 되고 나서부터였다. 그의 대중적 인기는 지난 한 세기부터 여러 소설과 영화에서, 더 나아가 전시회와 셀 수 없는 과학적 저술에서 보여져왔는데, 이는 그의 이미지를 완전히 새롭게 만들었다. 현존하는 작품의 수가 제한적임에도 불구하고, 카라바조의 작품은 현재 전세계의 가장 위대한 미술관에서 전시되고 있다. 그러나 지난 한 세기부터 발견된 몇몇 그림에 관해서는 그의 작품인지의 여부가 의문시된다.

## 생애

### 젊은 시절과 견습 생활

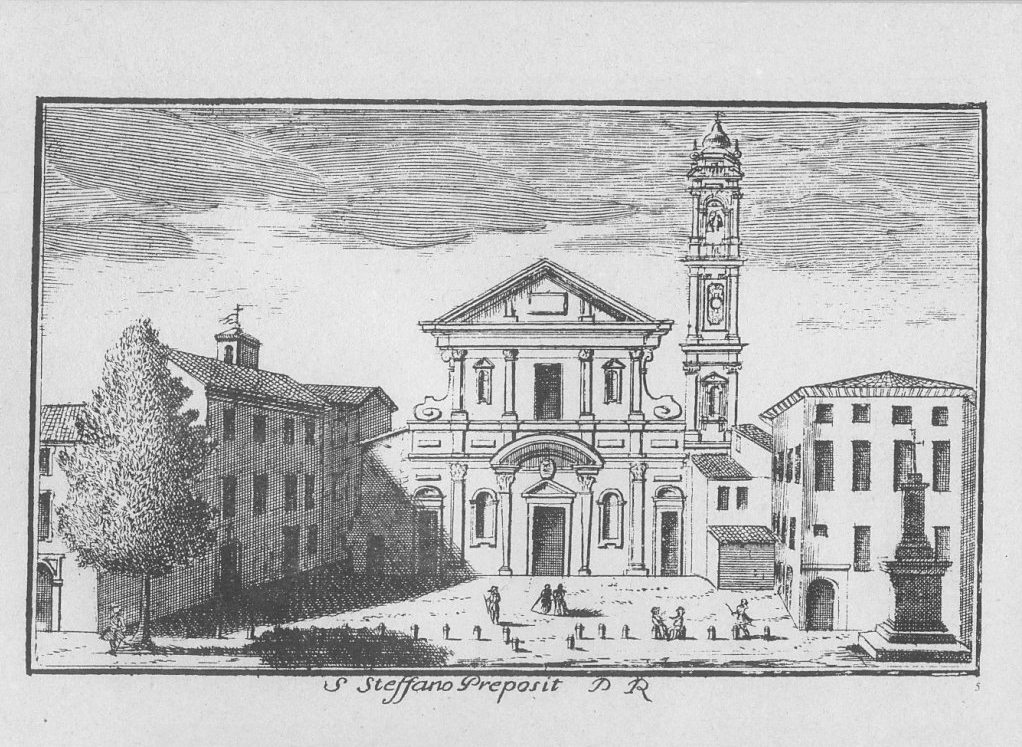
미켈란젤로가 1571년 세례받은, 밀라노에 위치한 산토 스테파노 마조레 대성전. 마르칸토니오 달 레 석판, 1745년 경.

미켈란젤로는 밀라노에서, 추정컨대 1571년 9월 29일 태어났다. 같은 해 1월에 결혼한 그의 부모는 페르모 메리시와 루치아 아라토리였으며, 두 명 모두 당대 스페인 통치하에 있던 베르가메 지방의 소도시, 카라바초 출신이었다.
프란체스코 1세 스포르차 데 카라바조, 카라바조 후작은 두 사람의 결혼 증인이었다. 미켈란젤로는 태어난 다음 날, 밀라노 구역에 있는 산토 스테파노 마조레 대성전에서 세례를 받았다. 밀라노 구역에는 미켈란젤로의 아버지가 아마도 일한 것으로 추정되는 파브리카 델 두오모의 장인이 거주하였다. 세례증명서에 따르면, 미켈란젤로의 대부는 밀라노 귀족 프란체스코 세사였다.
미켈란젤로의 아버지의 직업은 작업반장, 석공, 또는 건축가로 사료에 따라 다르게 나타난다. 그는 "장인"이라는 직함을 갖고 있었는데, 이는 그가 장식 건축가 또는 프란체스코 1세 스포르차의 감독관이라는 것을 뜻할 가능성이 있다. 그러나, 여러 자료들에서는 이 용어가 카라바초의 아버지의 직업 자격을 의미할 때 종종 "담장이"를 일컫는 말로 애매하게 사용되는데, 그가 소규모 건축업을 운영했음을 의미하는 듯 보인다.
그의 외할아버지는 유명하고 명성있는 측량사였다. 친가와 외가 모두 카라바조 출신이었는데, 중산층에 속했으며 명성이 자자했는데, 일례로 마르칸토니오 콜론나의 딸이자 프란체스코 1세 스포르차의 아내, 코스탄차 콜론나는 아이들을 맡는 유모로서 메리시 가문의 여러 여인들을 보필했으며, 미켈란젤로를 수 차례 믿고 신용한 후원자였다.

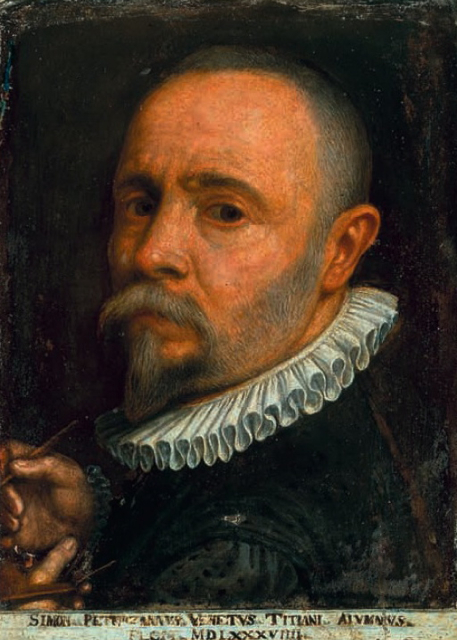
시모네 페테르차노, 1589년 카라바조의 견습 생활 말년의 자화상.

그의 의붓자매, 마르게리타는 1565년 앞선 결혼 전에 태어났다. 미켈란젤로는 1571년에 태어났는데, 이후 남동생 둘과 여동생 하나를 보게 된다. 바로 1572년에는 조반니 바티스타가, 1574년에는 카테리나가, 1575년에서 1577년 사이에는 조반니 피에트로가 태어났다. 조반니 바티스타는 사제가 되었으며, 밀라노에서 대주교 카를로 보로메에 의해, 로마에서는 오라토리오 수도회의 창설자인 필리포 네리에 의해 시작된 가톨릭 개혁을 잘 알고 있었다. 미켈란젤로는 로마 시기 동안 이 오라토리오 수도회와 긴밀한 관계를 유지했다.
1576년에는 페스트가 밀라노를 덮쳤다. 역병에서 탈출하고자 메리시 가문은 카라바조로 피난을 갔으나, 미켈란젤로의 할아버지, 그리고 얼마 지나지 않아 1577년 10월 20일에는 그의 아버지, 뒤이어 남동생 조반니 피에트로가 감염되는 것을 확실하게 막지 못했다.
1584년, 과부가 된 어머니와 살아남은 네 명의 자식들은 롬바르디아의 수도로 돌아왔는데, 당시 13살이던 미켈란젤로는, 티치아노의 제자로 알려졌으나 화풍은 베네치아풍이라기보다는 더 롬바르디아풍에 가까웠던 시모네 페테르자노의 공방에 들어갔다. 견습 계약은 4년마다 24에퀴 금화를 받는 것을 조건으로 어머니가 1584년 4월 6일 서명했다.
젊은 화가의 견습 생활은 시모네 페테르차노 곁에서 적어도 4년 간 이뤄졌는데, 그를 통해서 롬바르디아파의 표현력 있는 뤼미니즘과 진실된 세부묘사의 영향을 받았다. 카라바조는 캄피 형제(주로 안토니오)와 암브로조 피지노의 작업에 주의를 기울였는데, 견습화가로서 그들의 작업을 밀라노 근교와 근처 소도시에서 배워나갈 수 있었다. 카라바조는 또한 모레토, 사볼도, 로토 모로니와 티치아노와 같은 베네치아파와 볼로나파 회화의 걸작들도 관찰했는데, 이는 그곳에서 모두 볼 수 있던 작품들이었으며, 또한 1482년부터 1499년-1500년까지, 이후 1508년부터 1513년까지 밀라노에서 머물었던 레오나르도 다빈치의 걸작들 역시 볼 수 있었는데, 정도의 차는 있어도 <최후의 만찬>, 웅장한 말 조각 설계 등, 다빈치가 수 차례 머문 발자취들을 볼 수 있었다. 젊은 메리시, 즉 카라바조는 당대 그림 이론, 데생, 유화와 프레스코화 기법을 공부했으나, 특히 초상화와 정물화에 흥미를 보였다.
카라바조의 견습 생활 만년, 1588년부터 로마로 이사한 해인 1592년 여름까지는 알려진 바가 별로 없다. 아마도 페테르차노 곁에서 실력을 갈고닦았거나, 또는 본인 스스로 작업했을 것이다.

### 예술과 종교적 배경

#### 회화적 유산

카라바조에게 첫 영향을 주었으리라 추정되는 몇몇 작품들
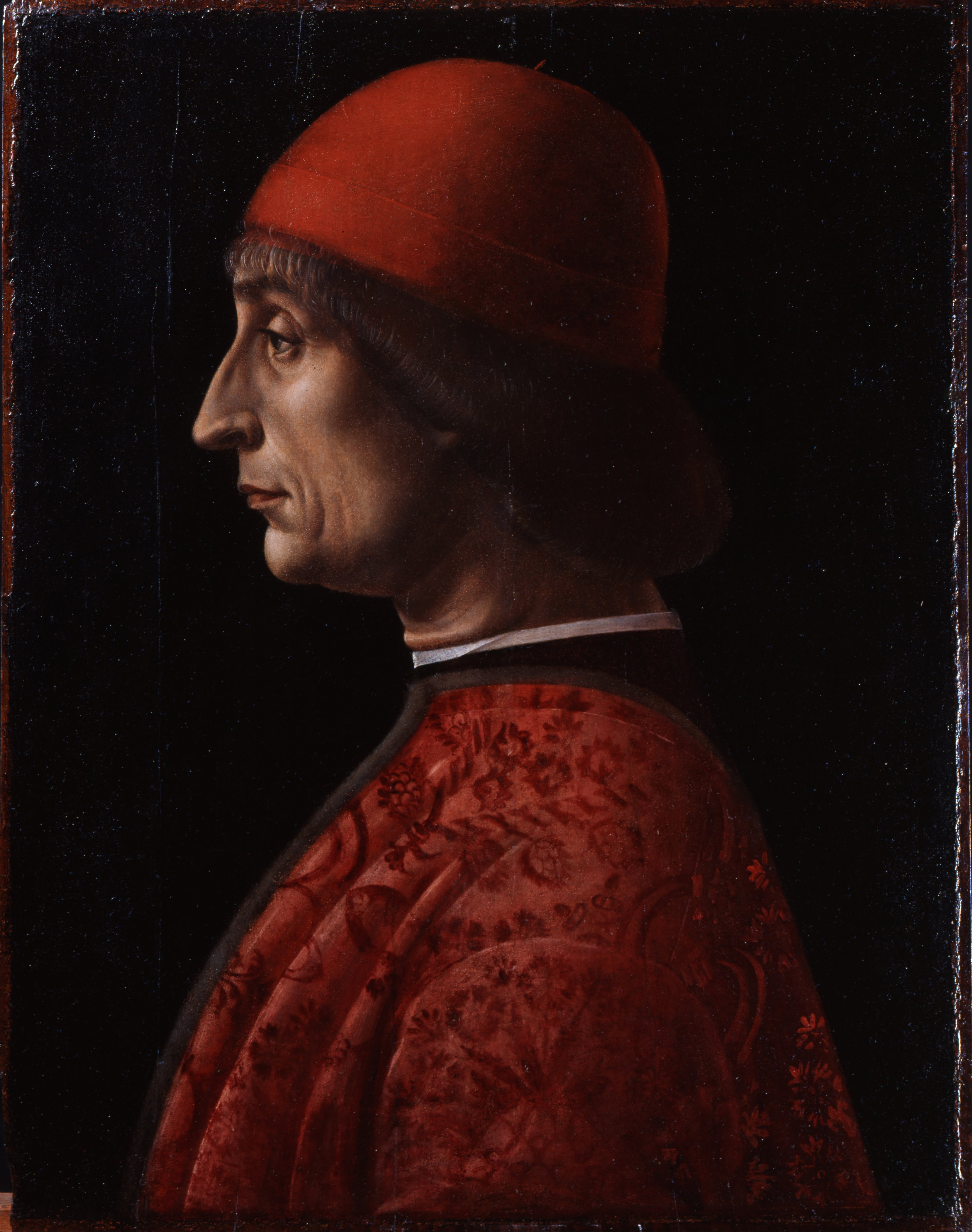
포파, <조반니 프란체스코 브리비오 초상화Portrait de Giovanni Francesco Brivio>, 1495년. 폴디 페촐리 미술관, 밀라노.
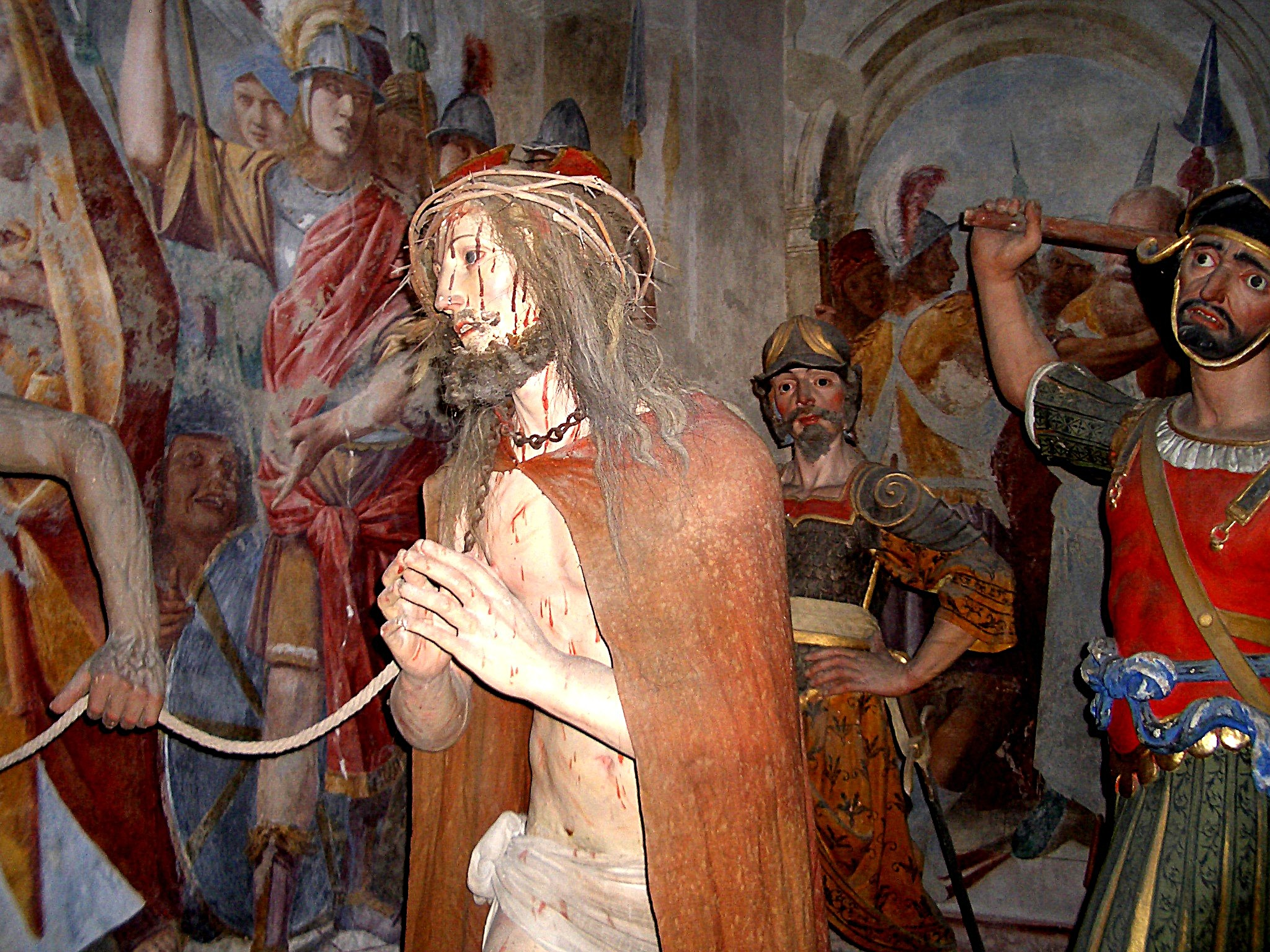
가우덴치오 페라리, <승마La Montée au Calvaire>, 1510년 경. 사크로 몬테 디 바랄로, 바랄로 세시아[1].
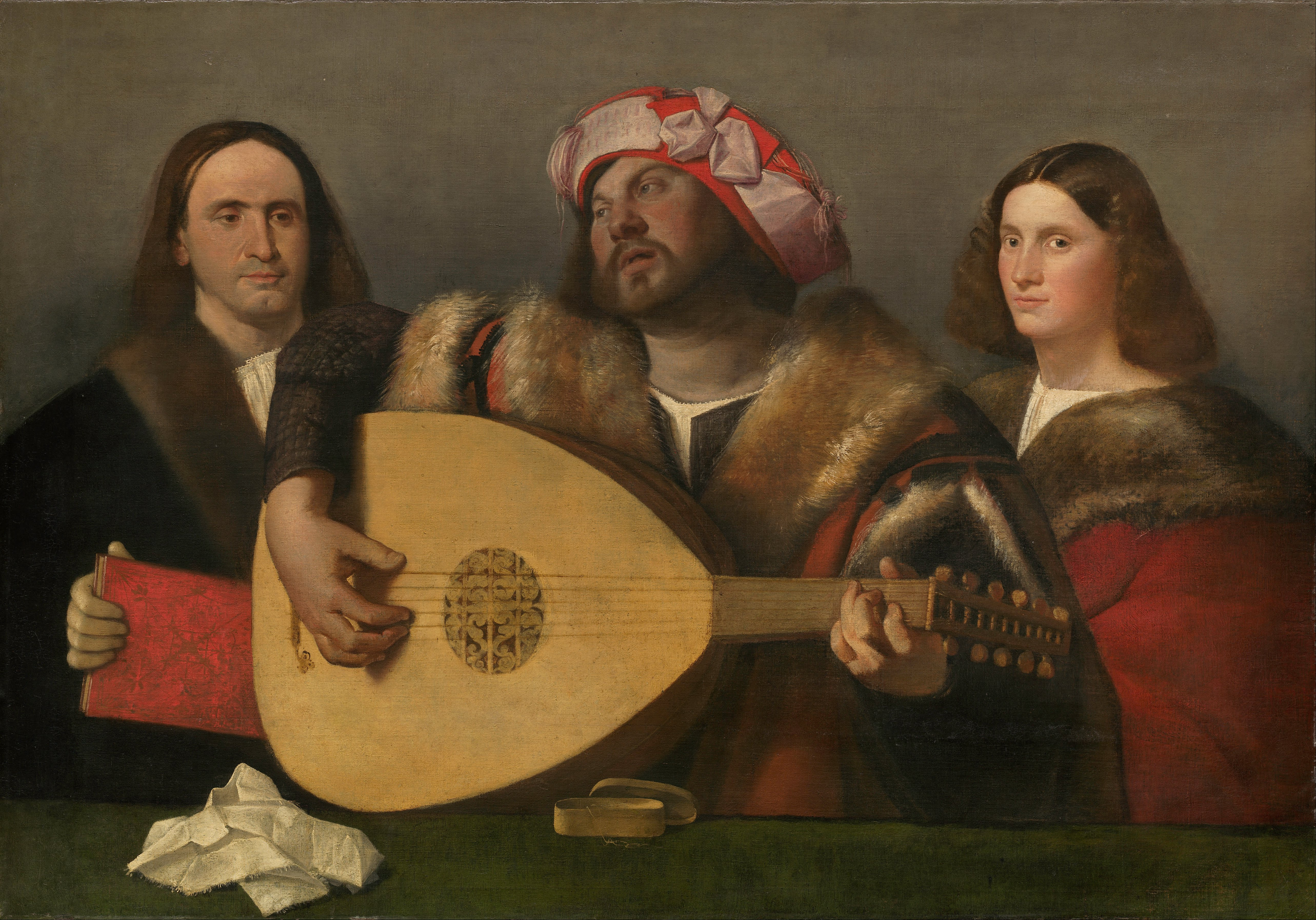
조반니 카리아니, <연주Le Concert>, 1518년-1520년 경. 내셔널 갤러리 오브 아트, 워싱턴[alpha 1].
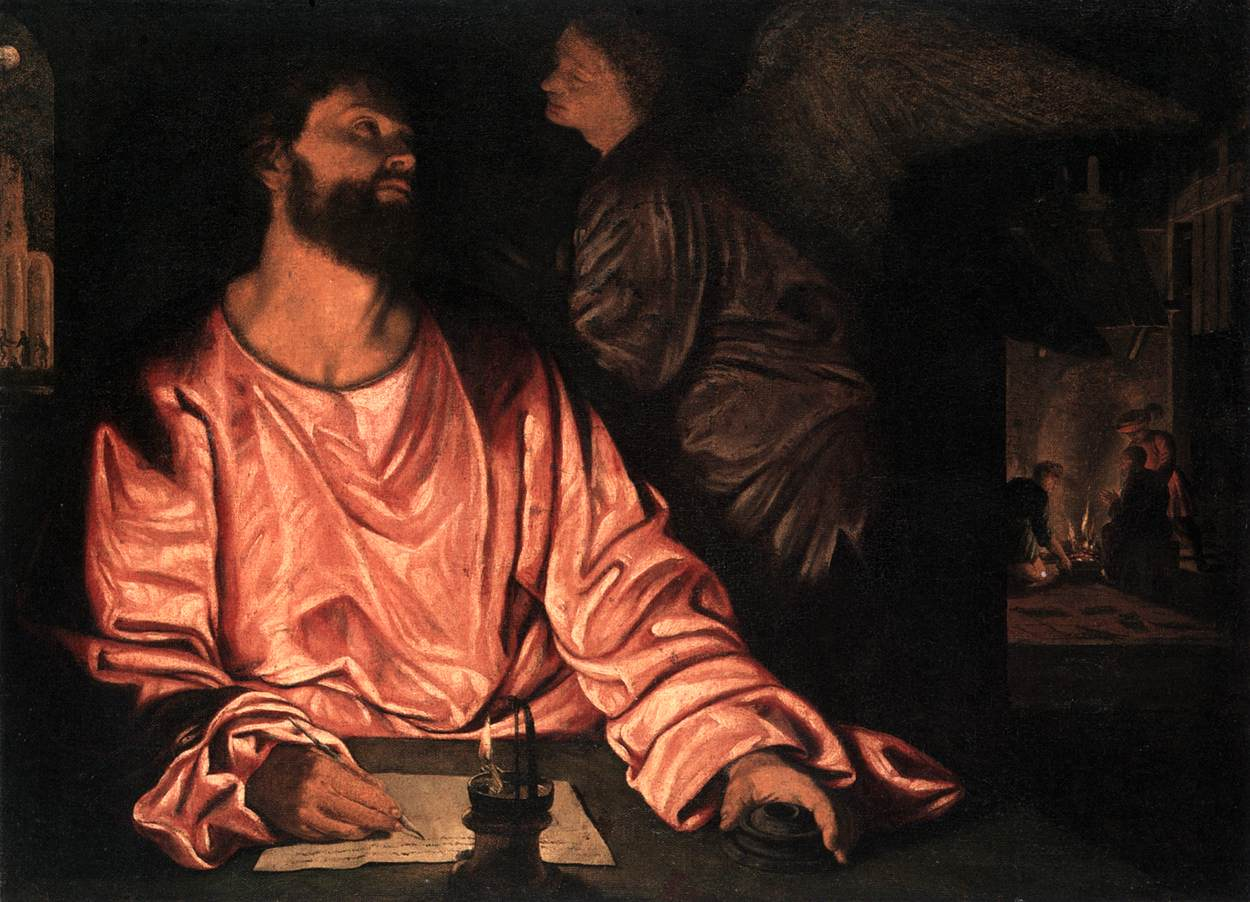
사볼도, <성 마태오와 천사Saint Matthieu et l'Ange>, 1530-1533년 경. 메트로폴리탄 미술관, 뉴욕.
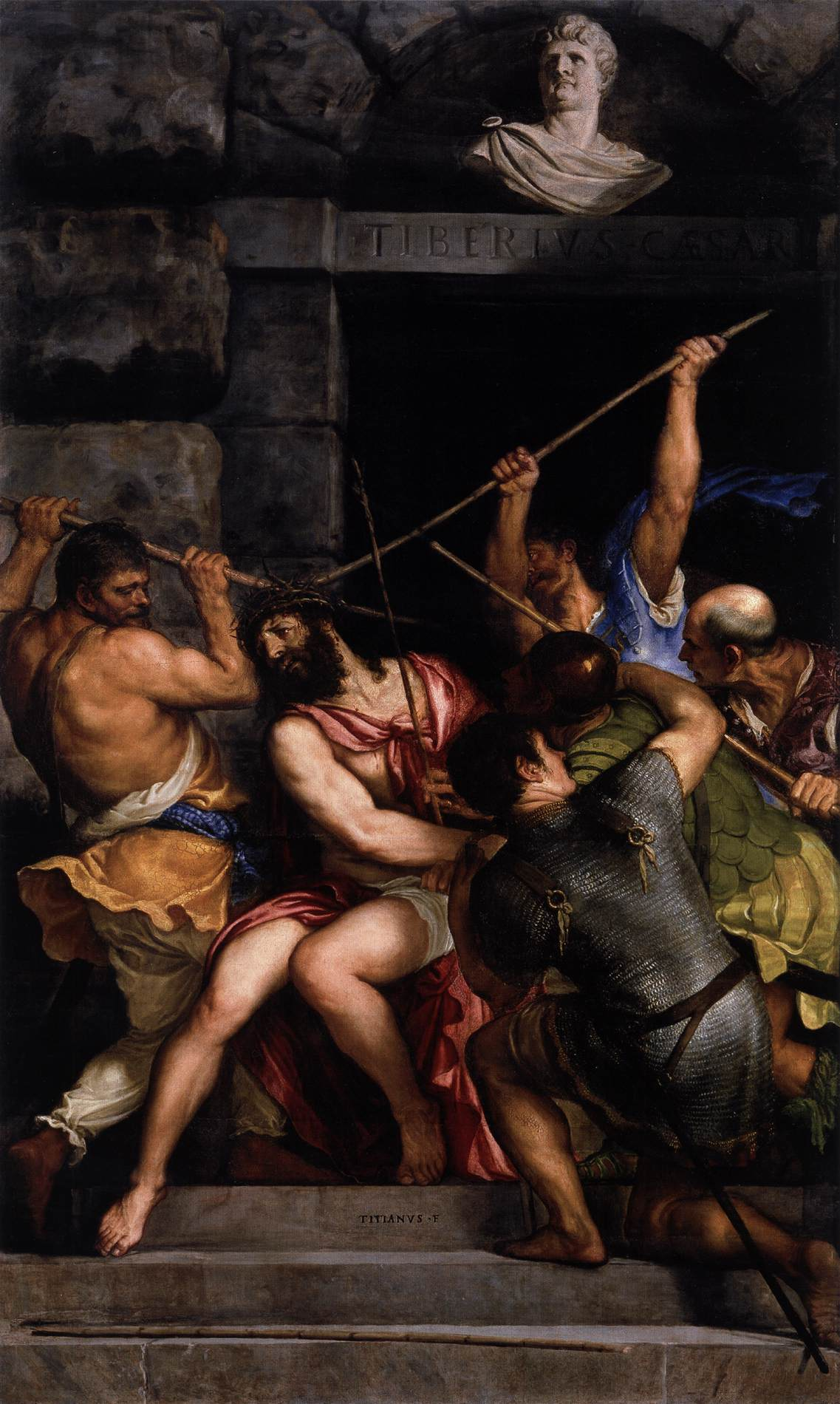
티치아노, <가시면류관 대관식Le Couronnement d'épines>, 1542년. 루브르 박물관, 파리.
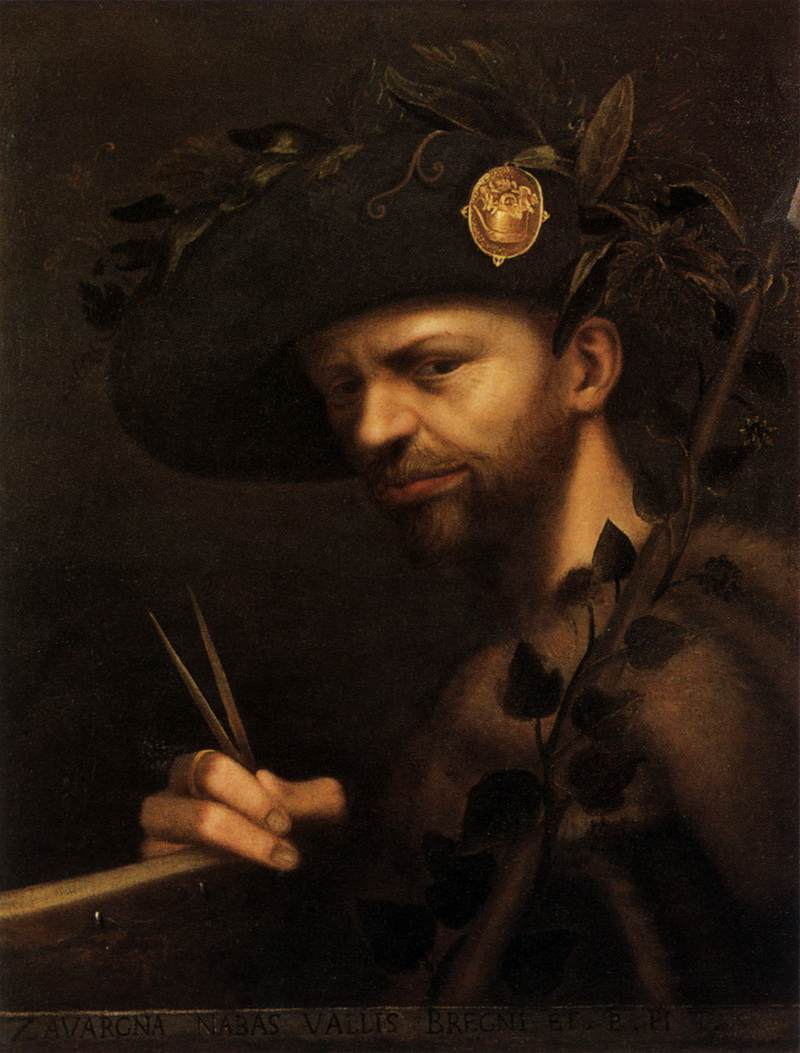
조반니 파올로 로마초, <화가이자 아카데미아 델라 발 디 블레니오 수도원장으로서의 자화상Autoportrait en peintre et abbé de l'Accademia della Val di Blenio>, 1568년 경. 브레라 미술관, 밀라노[alpha 2].
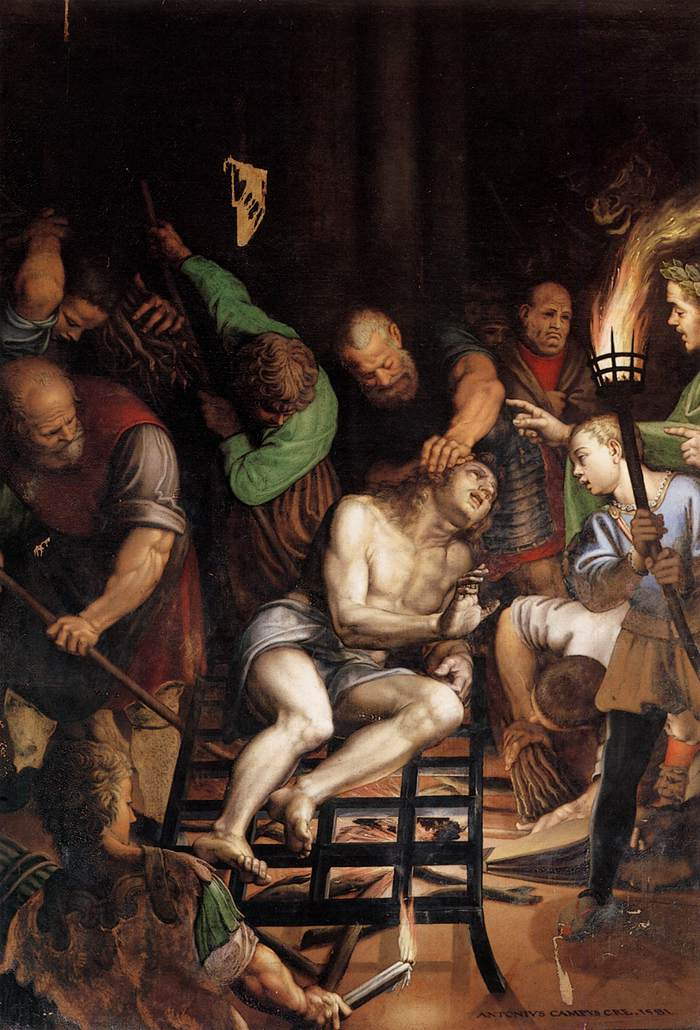
안토이오 캄피, <성 라우렌시오의 순교Le Martyre de saint Laurent>, 1581년. 산 파올로 콘베르소 성당, 밀라노[alpha 3].

### 이후
그의 삶은 불가사의하고 매혹적이며 위험했던 것으로 여겨진다. 그는 1600년 로마 미술계에 갑자기 등단했다. 그 이후 그는 어떠한 수입이나 후원자도 없었으나 그는 극적인 성공을 거두었다. 천재적 재능과는 별개로 다소 폭력적이고 제어할 수 없는 일상생활로 여러 사건사고에 휘말렸는데 그러다가 1606년 5월 29일 테니스 경기도중 말다툼 끝에 상대인 젊은 남자를 살해하고 사형을 선고받았다. 그러나 그는 현상금이 걸린 채 로마를 도망쳐 나왔다. 도피이후에도 가는 곳마다 문제를 일으켰는데 1608년 몰타에서 말다툼에, 1609년에 나폴리에서 또 다른 말다툼에 개입되었다. 이듬 해인 1610년에 그의 10여 년간의 활동을 뒤로한 채 포르토 에콜레(Porto Ecole)에서 사망하였다.

## 영향
카라바조가 끼친 영향은 그가 로마를 떠난 1607년경에서 1620년경까지, 그 고장에 있으면서 강한 명암의 대비(tenebrism)때문에 테니브러스(tenebrous＝暗黑派)라고 불리던 화가들에게 그 자취가 가장 뚜렷이 남아 있어 그 중 독일인 엘스하이머, 프랑스인 발랭탱, 네덜란드인 테르브르흐·혼토르스트 등이 1620년 전후까지 알프스 북쪽에 이 화풍을 이식하였다. 이탈리아인으로서는 로마에 있던 만프레디(1580∼1620), 사라체니(1585∼1652) 특히, 오라치오 젠틸레스키(1565∼1638) 등이 직접 이 화풍을 계승하였다.

## 주요 작품

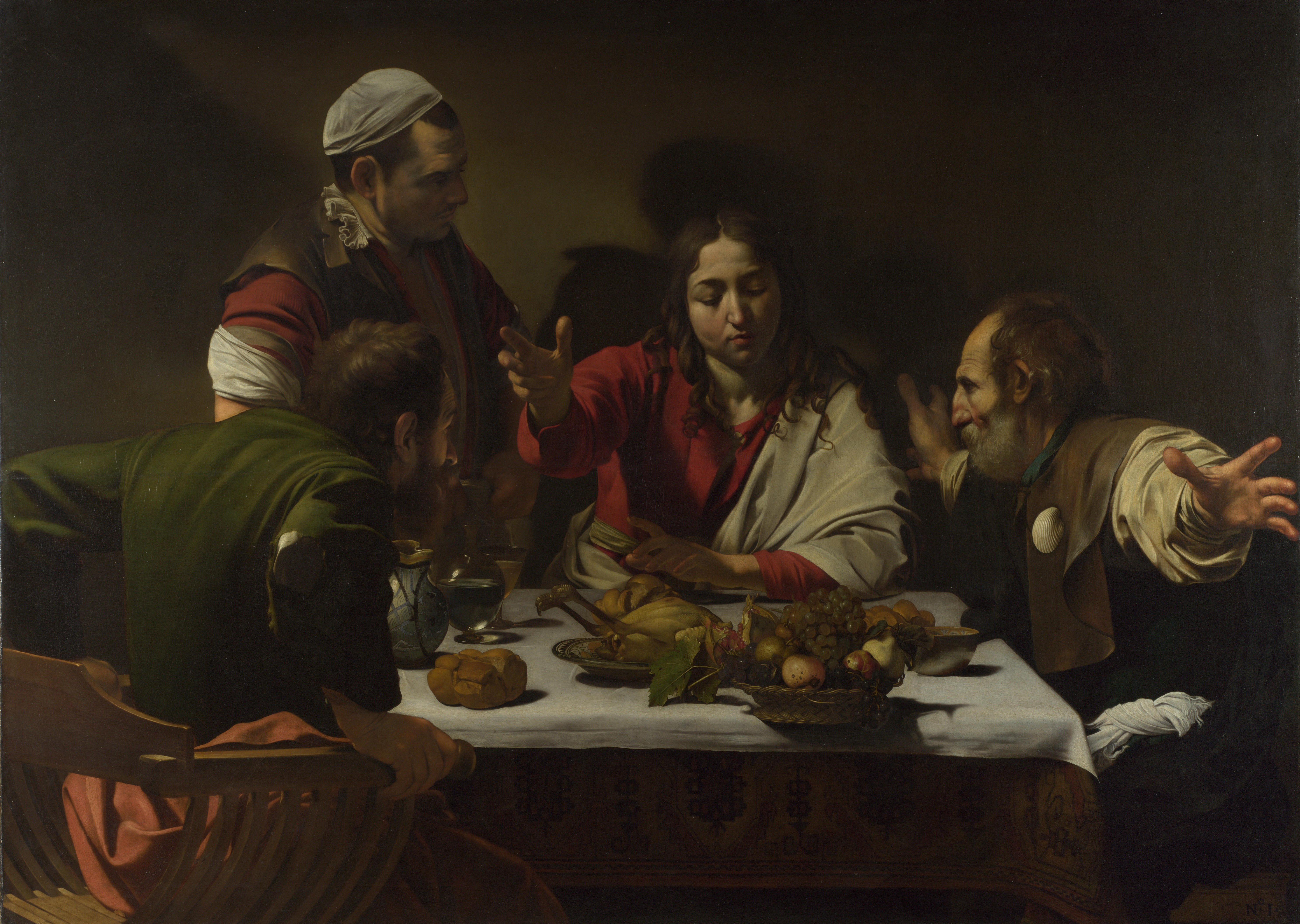
Supper at Emmaus
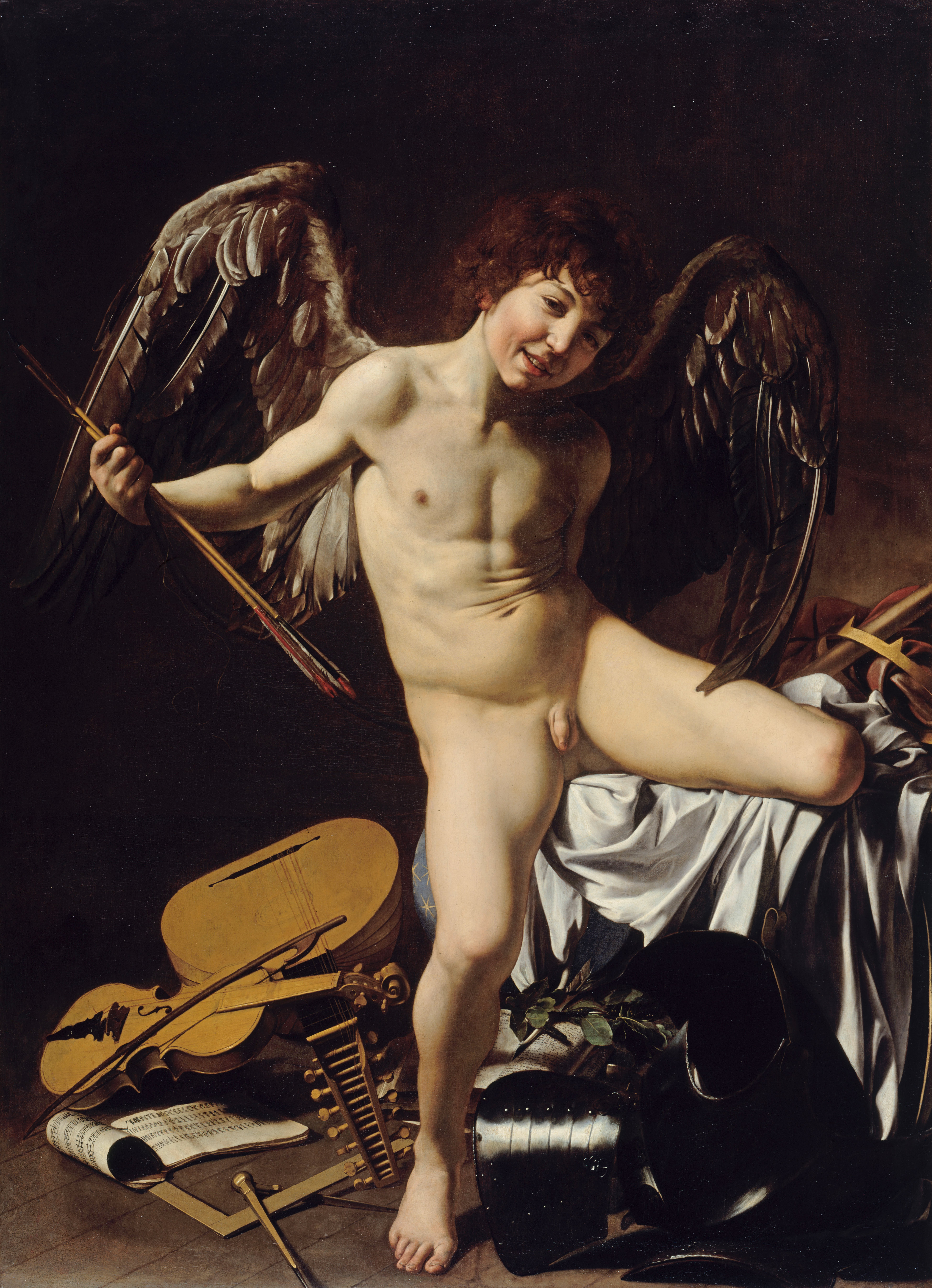
Amor Vincit Omnia
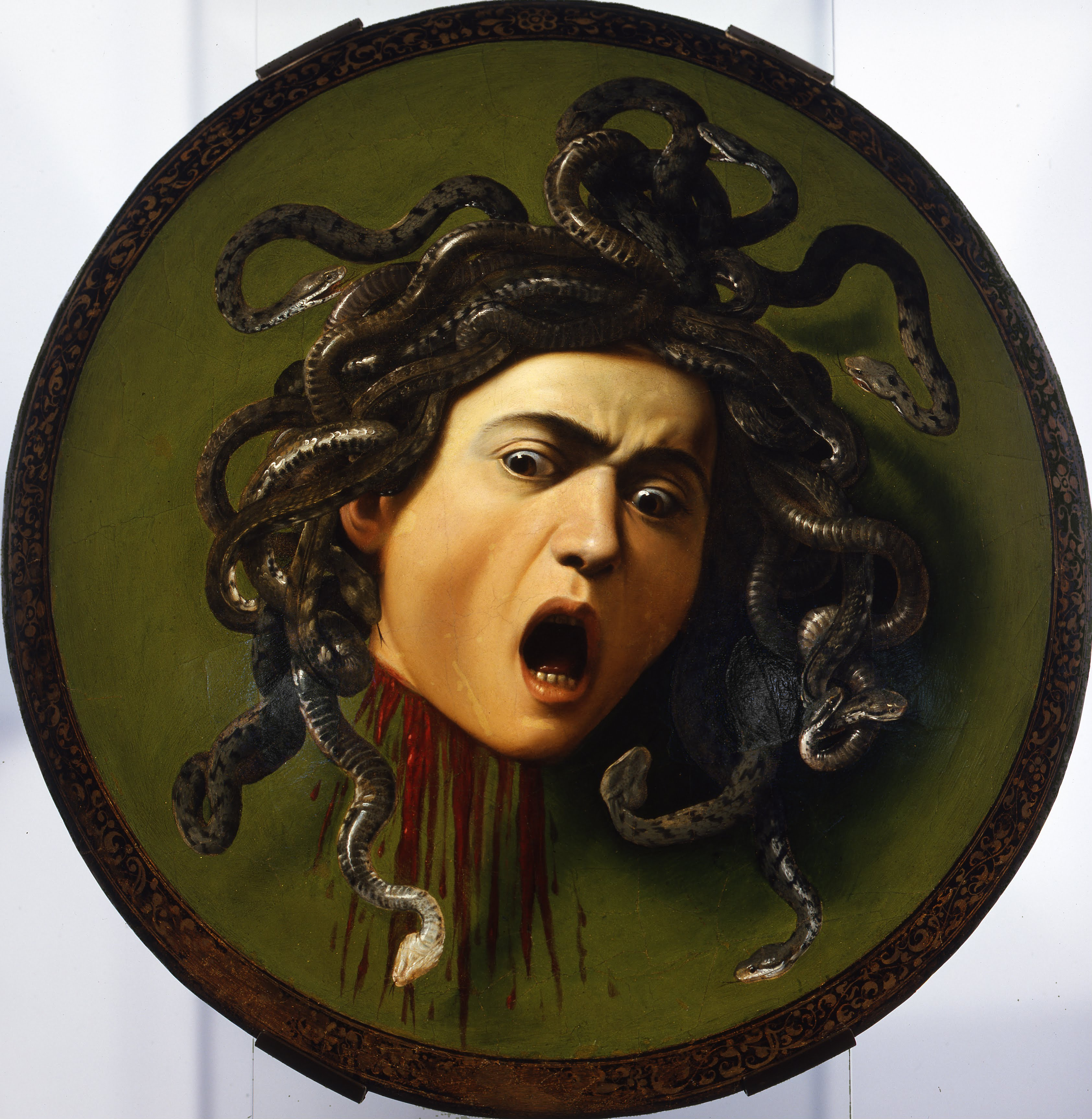
Medusa
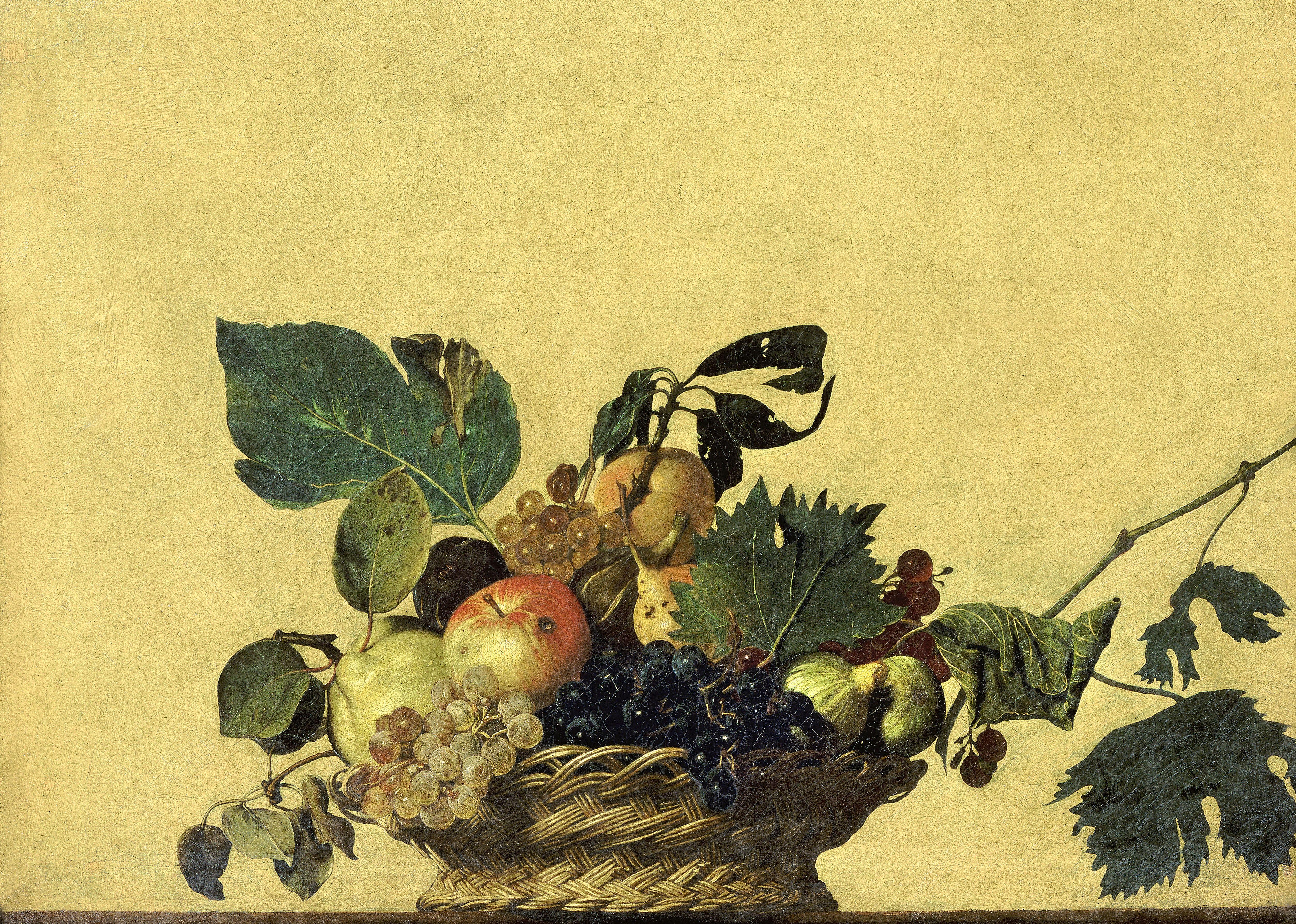
Basket of Fruit
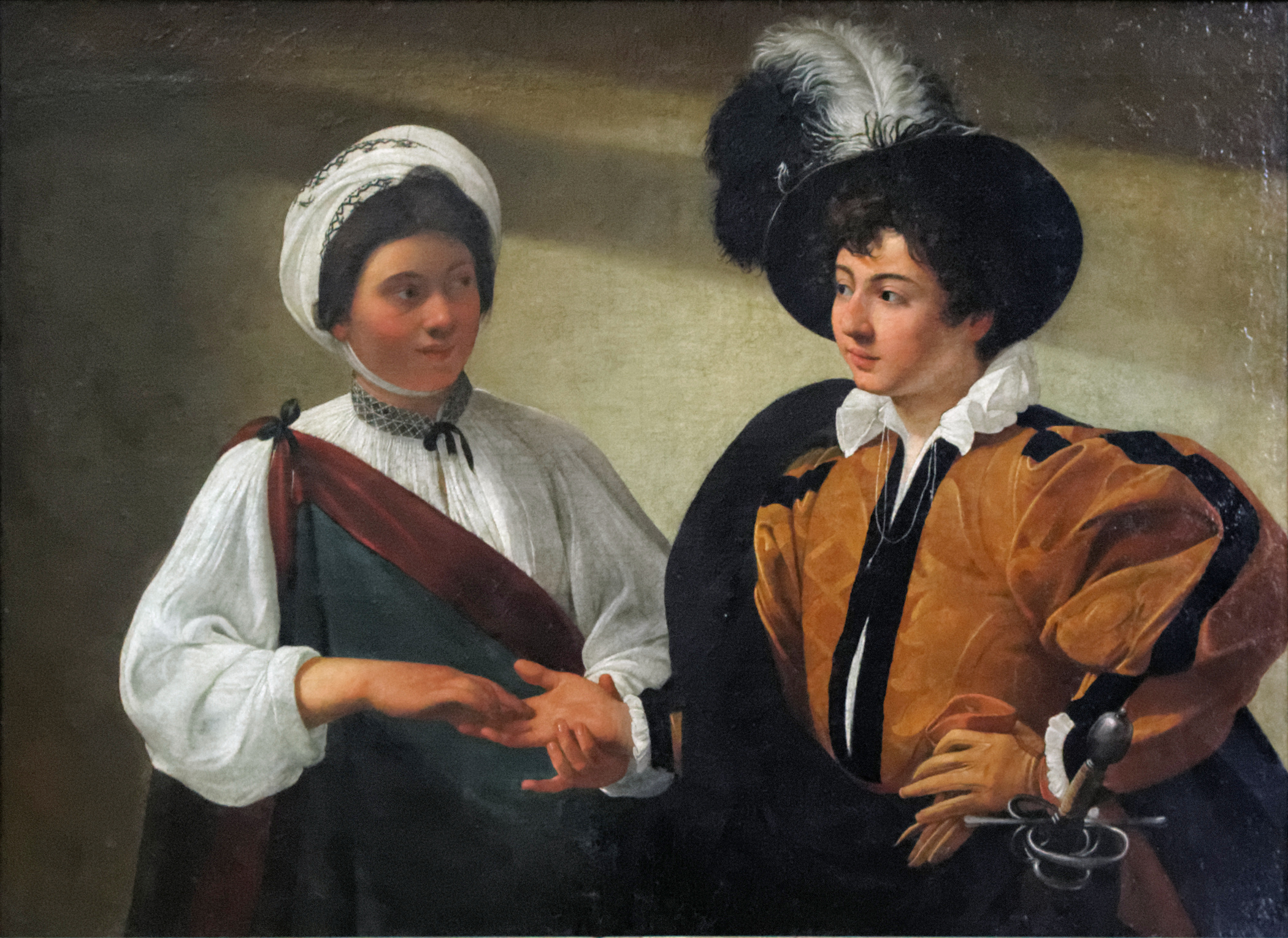
The Fortune Teller
The Seven Works of Mercy
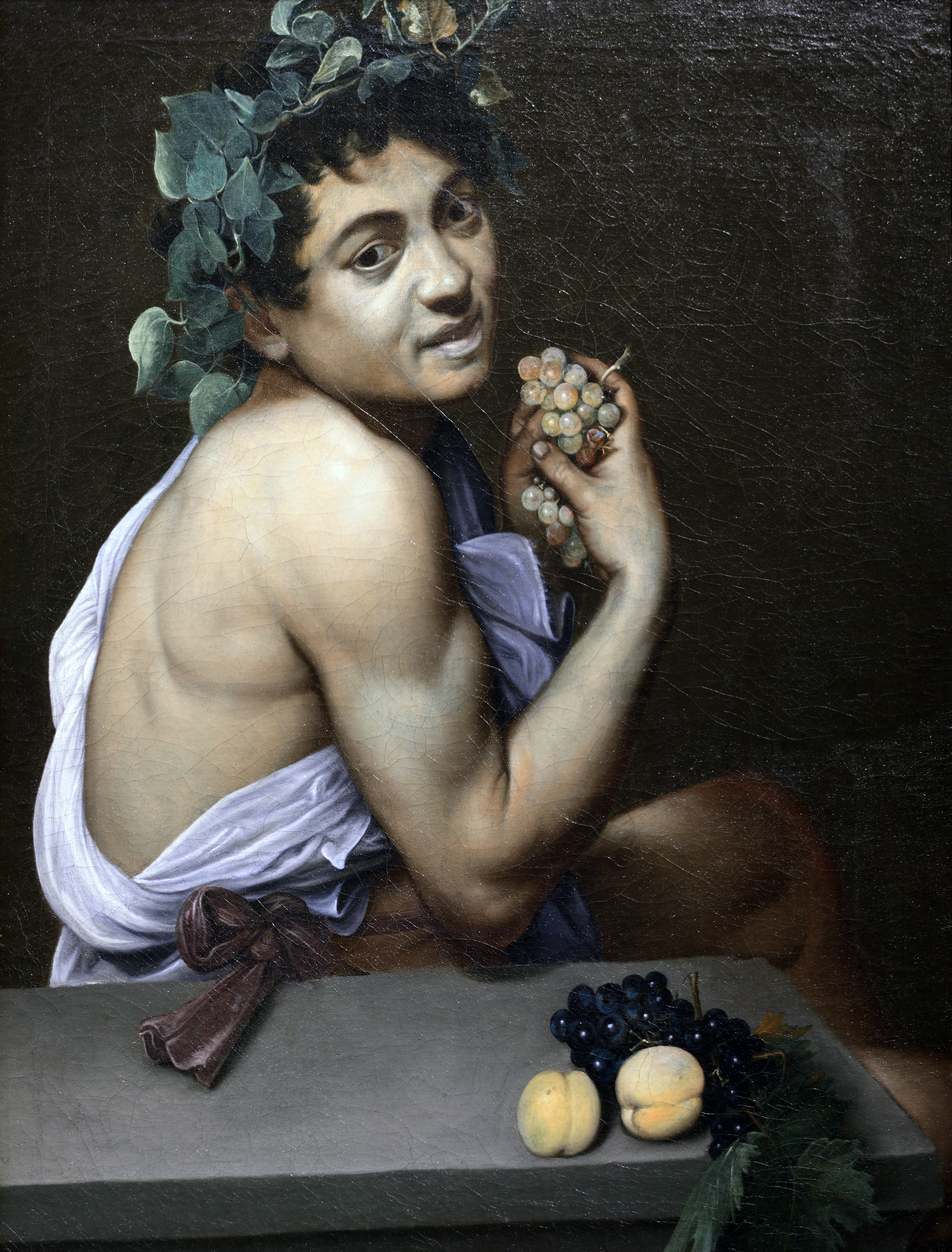
Young Sick Bacchus
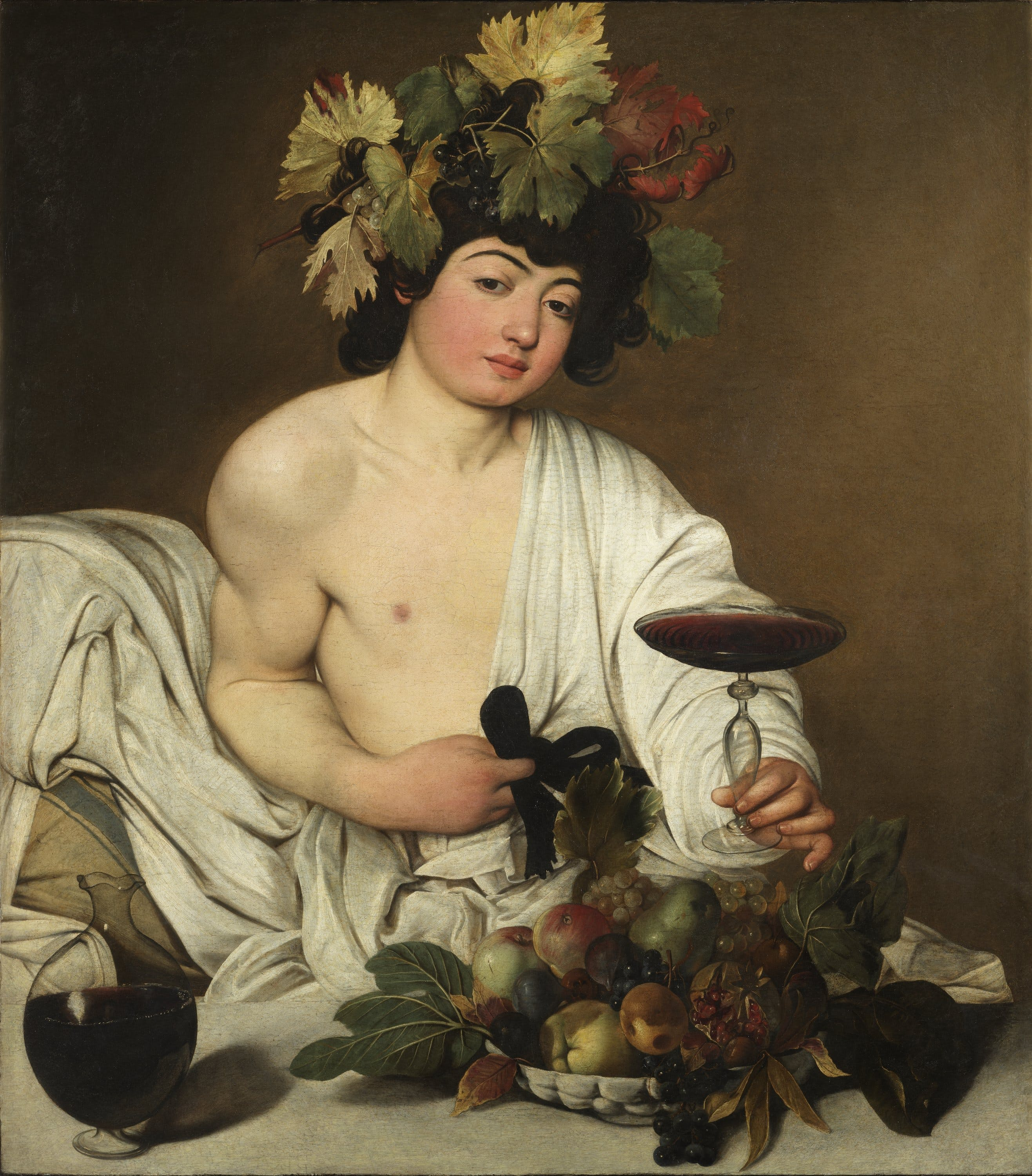
Bacchus
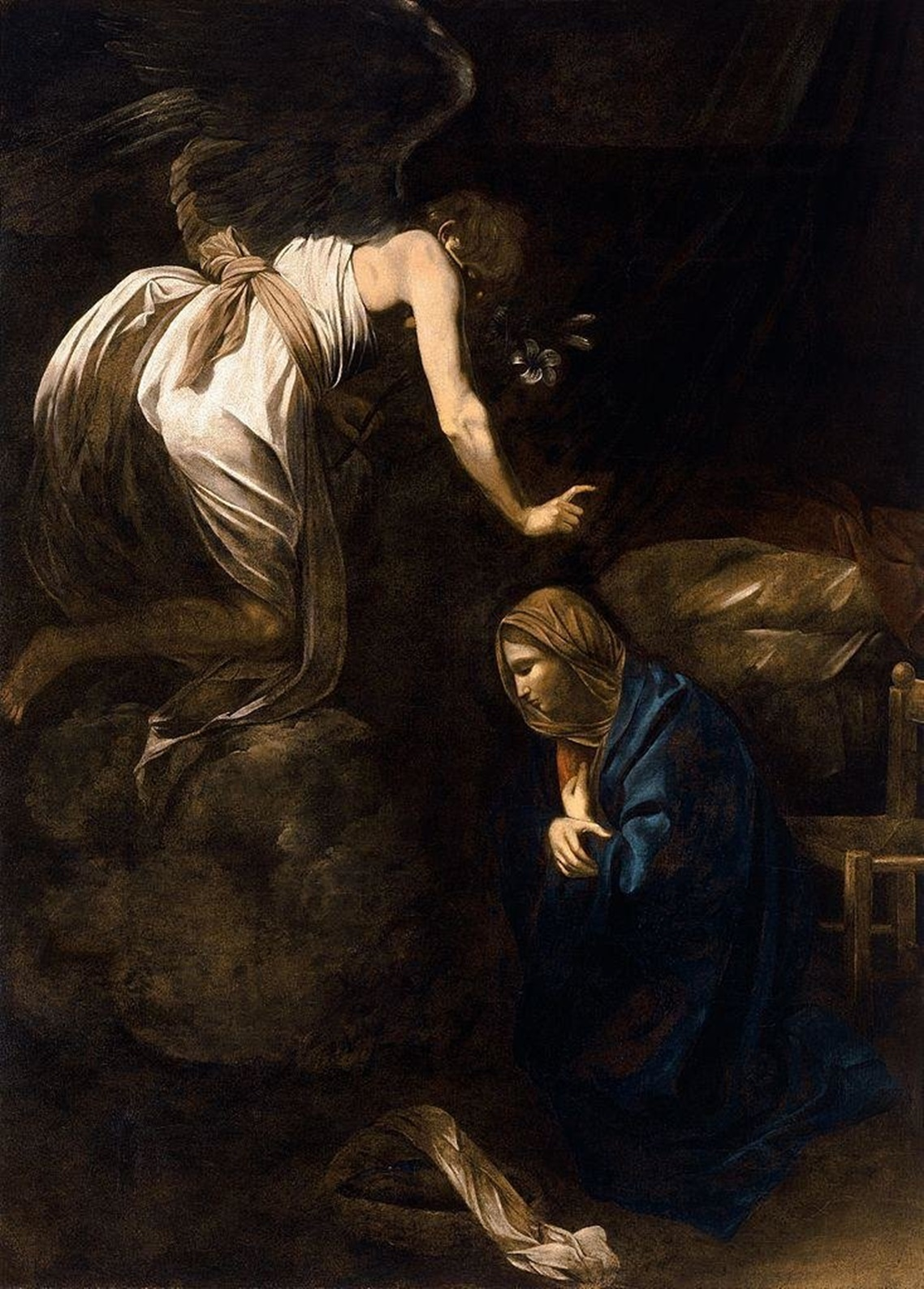
Annunciation
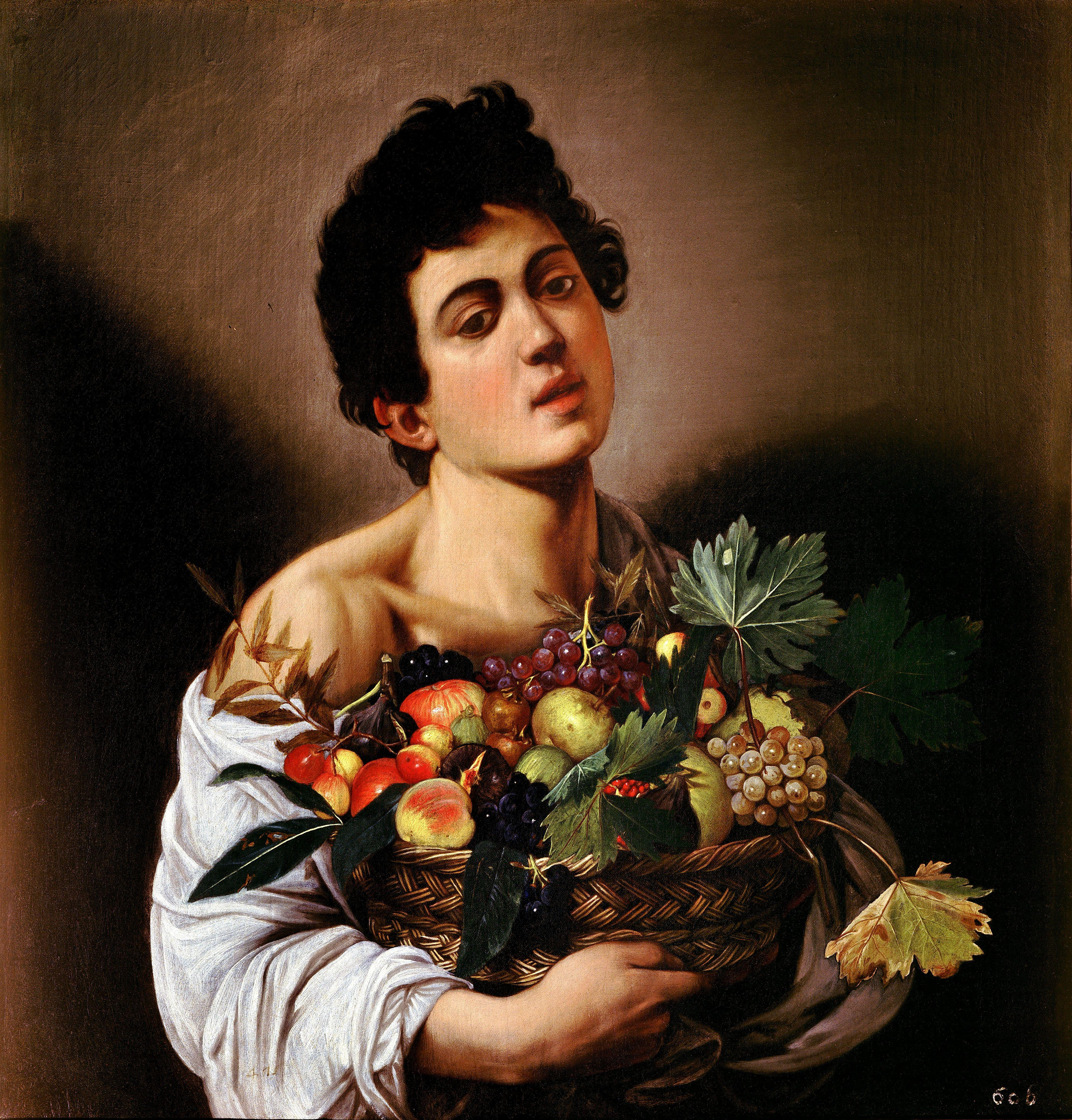
Boy with a basket of fruit

### 내용주
1. ↑  Datation proposée par Alessandro Ballarin dans Laclotte, Michel. 《Le Siècle de Titien: L'âge d'or de la peinture à Venise》 (프랑스어). . Ce tableau est aussi reproduit dans (Puglisi 2005, 94쪽) à propos du Joueur de Luth de l'Ermitage : le motif de la mise en scène de la musique a été un thème riche de connotations religieuses, et très en vogue en Italie du Nord au s. XVI. Caravage tire parti de cette image du peintre « nordique » au début de sa carrière.
2. ↑  Reproduit et commenté dans (Ebert-Schifferer 2009, 40쪽) : "Lomazzo devint, sous le pseudonyme de Zavargna, membre de l’Accademia della Val di Blenio qui se plaça sous le patronage de Bacchus pour s'adonner à la poésie dans une langue secrète…". Caravage s'est aussi piqué de jeux poétiques avec ses amis lors de sa période romaine. Lomazzo est également connu par son Iconographia, un ouvrage essentiel pour les peintres, même s'il a probablement été critiqué dans les années de jeunesse de Caravage. Le motif du tableau — le peintre portant des attributs de Bacchus — , sera repris par lui au début de sa carrière à Rome.
3. ↑  D'autres peintures d'Antonio Campi se trouvent dans cette église , avec l'effet de lumière dit « à la chandelle » pour la Décollation de saint Jean-Baptiste, 1571. Reproduit dans (Puglisi 2005, 26쪽).

### 참조주
1. ↑  Signalé par (Puglisi 2005, 35쪽).
2. ↑  《글로벌 세계대백과사전》,  〈카라바조파〉